# Приморский путепровод
Примо́рский путепрово́д — путепровод в Приморском районе Санкт-Петербурга. Переброшен через конечный участок улицы Савушкина у дома № 142. По путепроводу проходит Приморское шоссе.
Путепровод был открыт 14 ноября 2012 года. Проект был разработан ЗАО «Петербург-Дорсервис» (группа «Дорсервис»), генподрядчиком выступило ЗАО «АБЗ-Дорстрой». Строительство потребовалось для расширения начального участка Приморского шоссе длиной 4 км с 3 до 6 полос движения и создания безостановочного движения. По путепроводу осуществляется проезд по Приморскому шоссе только в восточном направлении. В обратном направлении движение организовано по земле вдоль Сестрорецкой железной дороги.
В 2018 году появилась информация, что бюро топонимической комиссии намерено назвать путепровод Лахтинским. Однако впоследствии одобрили название Приморский, зарезервировать название Лахтинский для проектного путепровода в Лахте. Оно было утверждено 30 июля 2019 года.